# 譚玉蘭

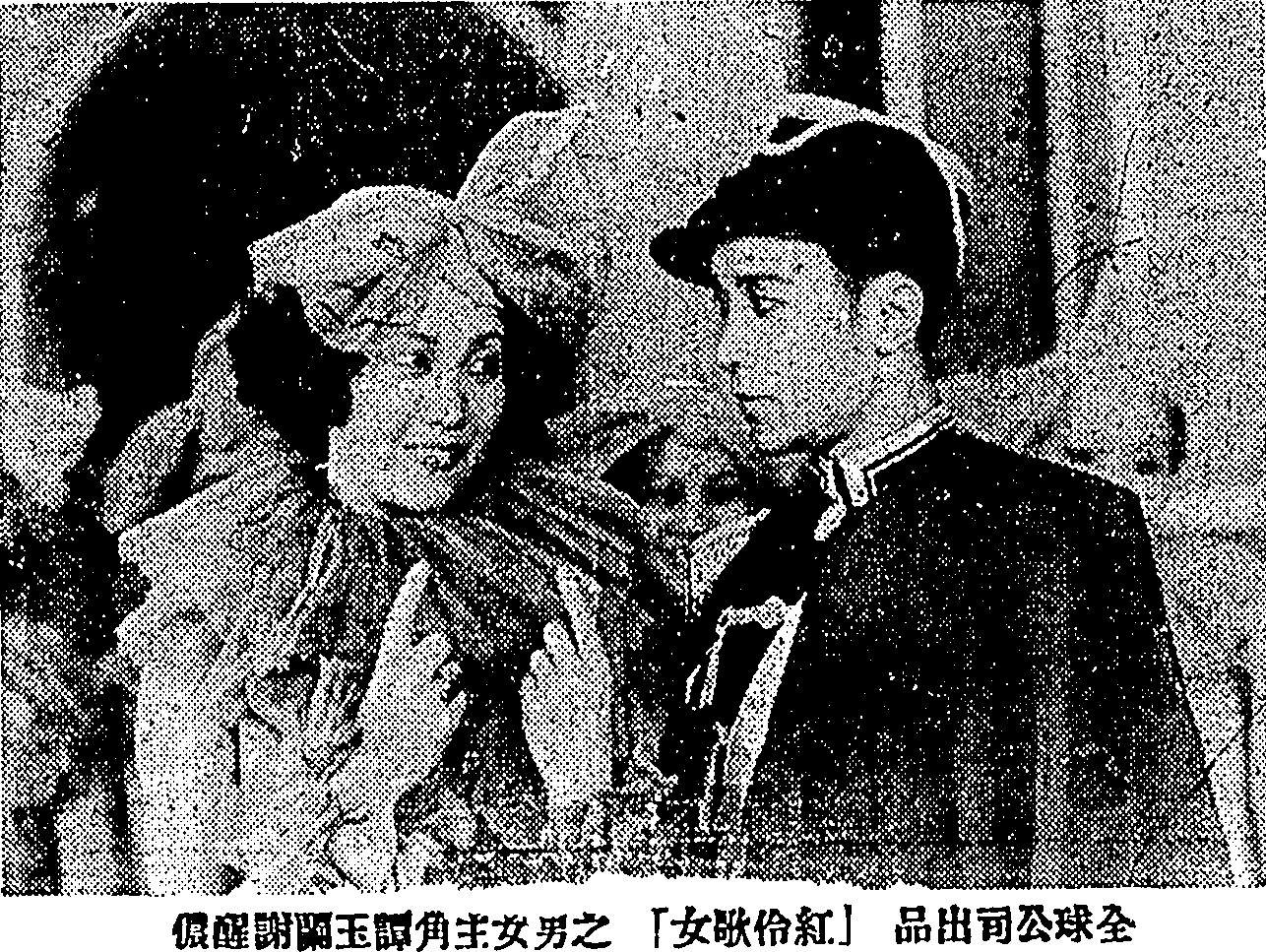
1935年香港粵語片《紅伶歌女》，謝醒儂（右）給觀眾鮮有的英俊王子造形，與艷旦譚玉蘭大跳西洋舞

譚玉蘭 ( Tam Yuk Lan )，活躍於20世紀30年代的粵劇花旦及電影演員。從銀幕處女作粵語文藝片《野花香》(1935年2月)至息影作品粵語文藝片《心魔》(1937年11月)，她擅演風騷潑辣的蕩婦角式。朱影梅是她的徒弟。
- 譚玉蘭在20世紀30年代的廣州市與上海妹、譚蘭卿、衛少芳等粵劇花旦齊名，被譽為『四大名旦』[2]。

- 譚玉蘭擁有好幾部小轎車，其中一部是美國柯士甸的深藍色柯士甸小轎車，被譚玉蘭在太平洋戰爭期間從香港帶到澳門脫售，幾經轉折在1950年被香港島「上海噴油汽車公司」老闆黃福，以港幣500元買回香港，髹上綠色，除自己代步外，亦以每天港幣50元租給拍攝國語喜劇《面子問題》(1956年6月)「邵氏公司」拍攝國語文藝片《黃花閨女》(1957年3月)[3]。

- 譚玉蘭在 1934年7月22日(星期日)於香港「高陞戲院」，參加「鳳凰劇團」與文武生陳皮梅及丑生陳皮鴨演出粵劇，日場演《粉面十三郎》；夜場演《大快活》，在此劇中，譚玉蘭會跳從美國學來的「鐵底鞋舞」[4]。

- 譚玉蘭與白玉堂曾灌錄一首「兩性爭第一」的粤曲，內容圍繞兩性相爭，歌詞趣怪。

## 譚玉蘭的電影
心魔
1. 粵語文藝片《野花香》(1935年2月)；
2. 粵語歌舞片《紅伶歌女》(1935年3月，擔任第一女主角，飾演歌女陳雪香)；
3. 粵語文藝片《馬介甫》( 1935年4月，擔任第一女主角飾演惡妻楊尹氏)；
4. 粵語喜劇《鄉下佬遊埠》(1935年5月 ，擔任第二女主角飾演交際花)；
5. 粵語文藝片《生活》(1935年5月 ，擔任第二女主角飾演交際花)；
6. 粵語文藝片《梁山伯祝英台》(兩集，1935年，擔任第一女主角飾演祝英台)；
7. 粵語歷史片《火燒阿房宮》(1935年12月 ，擔任第一女主角飾演燕儲妃)；
8. 粵語恐怖片《密室怪人》(1936年3月 ，擔任第一女主角飾演豪放蕩女)；
9. 粵語文藝片《黎夫人》(1936年6月 ，擔任第一女主角飾演風流蕩婦黎夫人)；
10. 粵語恐怖片《科學罪人》(1936年9月 ，擔任第一女主角)；
11. 粵語喜劇《孤寒財主》(1936年10月 ，擔任第一女主角飾演疏爽的女兒)；
12. 粵語文藝片《桃色血案》(1936年11月 ，擔任第一女主角飾演交際花何雅雲)；
13. 粵語文藝片《女賊蘭娘》(1936年12月 ，擔任第一女主角飾演女賊蘭娘)；
14. 粵語喜劇《鄉下佬尋仔》(1935年12月 ，擔任第二女主角飾演粵劇紅伶)；
15. 粵語文藝片《誰之過》(1937年2月 ，擔任第一女主角飾演阮玲玉)；
16. 粵劇《甜姐兒》(1937年2月 ，擔任第一女主角)。
17. 粵語文藝片《心魔》(1937年11月)。

## 外部連結
- 香港電影資料館：譚玉蘭參演電影的記錄[永久]
- 香港影庫：譚玉蘭 （页面存档备份，存于）